# Fantasmagorie (spectacle)
Pour les articles homonymes, voir Fantasmagorie.
 (décembre 2023).
Si vous disposez d'ouvrages ou d'articles de référence ou si vous connaissez des sites web de qualité traitant du thème abordé ici, merci de compléter l'article en donnant les références utiles à sa vérifiabilité et en les liant à la section « Notes et références ».

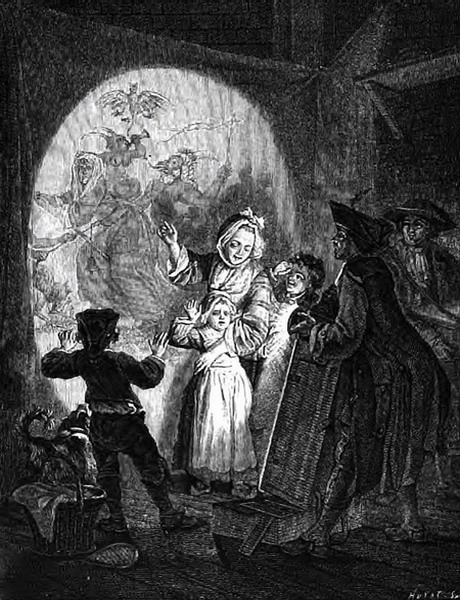
Scène de fantasmagorie, fin du XVIIIe siècle vu par un artiste de 1885.

La fantasmagorie, étymologiquement « l’art de faire parler les fantômes en public », consiste à la fin du XVIIIe siècle à projeter et à animer sur un écran de toile ou de fumée des tableaux miniatures peints sur des plaques de verre ou bien gravés sur un support opaque.
Héritière de la lanterne magique dont la technique ne cesse de s’améliorer depuis le XVIIe siècle, cette forme de spectacle connaît un énorme succès au tournant des Lumières.
D’une petite peinture ou gravure de facture assez grossière au départ, naît, par la fantasmagorie, une image « mouvementée », un tableau lumineux dont les dimensions peuvent varier considérablement. La possibilité d’animer et d’agrandir ou de rapetisser une image par des manipulations optiques marque une étape dans l’évolution de la notion de tableau.
Transposé de la peinture à la rhétorique et à l’esthétique à la faveur de doctrines anciennes encore vivaces à la fin de l’Ancien Régime, comme l’ut pictura poesis, le tableau a, en fin de compte, investi tous les champs de la représentation. Qu’il soit écrit ou iconique, interprété sur une scène ou projeté sur un écran, il a pour principale fonction de catalyser les émotions du spectateur. La « théorie de l’effet » formulée par l’abbé Dubos, puis prolongée par Diderot, traduit bien cet impératif en rajeunissant le précepte aristotélicien de terreur et de pitié, ainsi que la pragmatique classique contenue dans le triple credo « instruire, plaire et toucher ». En cherchant à provoquer pareillement les réactions sensibles de leur public, les expérimentateurs du tournant des Lumières, amuseurs publics et charlatans, mécaniciens et physiciens, transforment leurs démonstrations en spectacles à part entière.
Cette confusion, entre les finalités respectives des arts et des sciences, reflète la difficulté des nouveaux savoirs à s’affranchir de leurs origines ethniques pour se constituer en domaine exotérique. Le statut de l’expérience scientifique est incertain, ramené du côté du jeu, du sensationnel, comme le prouve l’habitude déjà ancienne d’accoler aux noms de sciences les termes « amusemens », « récréations », « divertissemens » et les épithètes correspondantes, ce que montre le titre de l'essai de Robertson : Mémoires récréatifs, scientifiques et anecdotiques d’un physicien-aéronaute.

## Les «fantasmagores» duXVIIIesiècle
L’appareil de base du fantascope, appareil utilisé lors des spectacles de fantasmagorie, est la lanterne magique, bien connue depuis le XVIIe siècle.
Très tôt, les colporteurs lanternistes comprennent les enjeux de cette nouvelle forme de spectacle : il faut frapper vite et fort l’imagination d’un public composé surtout d’analphabètes avec des images terrifiantes, édifiantes ou des images obscènes. Mais les sujets évoluent très vite au cours du XVIIIe siècle : afin d’éviter de faire venir chez eux des Auvergnats et des Savoyards, les aristocrates et les bourgeois les plus aisés commandent directement à des artisans des lanternes pour leur usage personnel. La lanterne est aussi utilisée comme instrument pédagogique. Le comte de Paroy (1750-1824) met ses talents de peintre et de lanterniste au service de l’éducation du Dauphin : il compose pour le fils de Marie-Antoinette des images bibliques et historiques, que la prise des Tuileries de 1792 ne lui permet pas d’achever. C'est le comte de Paroy qui conseille à Étienne-Gaspard Robert dit Robertson d’améliorer la lanterne de Paul Philidor et de monter un spectacle pour enfants.
Paul Philidor, dont l’identité n’est pas fermement établie, est le premier à utiliser le mot « phantasmagorie » pour désigner ses spectacles avec apparitions de spectres et évocations de personnages célèbres ; il s'inspira sans doute des travaux et spectacles de Johann Georg Schrepfer. Vraisemblablement, Robertson assiste plusieurs fois aux spectacles de Philidor annoncés dans le Journal de Paris fin 1792. C’est là que serait née sa vocation de fantasmagore. Le comte de Paroy conseille à celui qui ne s’appelle pas encore Robertson, mais l’abbé Robert, d’ajouter le suffixe à son nom.
Étienne Robertson est le représentant le plus connu des « fantasmagores » et voudra conserver le plus longtemps possible le monopole de sa technique.

## Le fantascope de Robertson et les techniques de projection d’images «mouvementées»
Dans sa version achevée, le fantascope est une grosse boîte de projection mobile capable d’effectuer simultanément deux manipulations devenues banales aujourd’hui : d’une part, les fondus enchaînés, appelés aussi « vues fondantes » (traduction de « dissolving views ») et, d’autre part, les travellings avant et arrière, effectués derrière la toile de projection.
La rétroprojection constitue une innovation majeure par rapport à l’usage traditionnel de la lanterne magique. Le système d’éclairage à l’intérieur de la caisse comprend une ou plusieurs lampes (« quinquets ») et des miroirs disposés derrière ces sources lumineuses. La lanterne est munie d’un tube optique de forme carrée contenant un jeu de lentilles réglables grâce à une crémaillère et, à son extrémité, un « œil-de-chat », c’est-à-dire un « diaphragme à deux lames, manœuvrables au moyen de ficelles» ou avec une petite manivelle et un bouton. À ce dispositif s’ajoute le système des doubles plaques introduites dans le passe-vues, à la jonction de la caisse et de l’objectif. L’une, fixe, représente le corps de la figure projetée; l’autre, superposée à la première, est mobile. Actionnée avec des ficelles, elle permet d’animer les yeux, la langue ou les membres, comme le bras d’un squelette tenant une faux. Monté sur rails ou sur roulettes, le dispositif doit être entièrement dissimulé derrière la toile de projection, « un rideau blanc de percale fine bien tendu, qu’il faut provisoirement dissimuler à la vue des spectateurs par un rideau d’étoffe noire». D’après une gravure tirée du Magasin pittoresque (1849) Robertson précise que « pendant la marche [du] chariot […], le physicien doit faire concorder les progrès de l’objectif et les mouvements des lames» : autrement dit, il faut synchroniser le déplacement du fantascope derrière le rideau avec le réglage des lentilles et de l’« œil-de-chat » afin d’obtenir des effets de clarté ou de flou, d’assombrissement ou d’éclaircissement, de rétrécissement ou d’agrandissement, suivant que le fantascope se trouve tout près de l’écran ou qu’il s’en éloigne. L’agrandissement est déjà connu en France grâce au « mégascope » du physicien Charles qui projette des corps non transparents comme les bas-reliefs, les gravures et les médailles. Robertson combine donc ses propres découvertes avec celles de Charles et des savants qui ont amélioré la technique de la lanterne magique depuis l’époque de Kircher. Il projette aussi ses images dans la fumée selon divers procédés bien connus à la fin du siècle. C’est l’abbé Guyot qui en explique la technique dans ses ‘’Nouvelles récréations physiques et mathématiques’’ publiées en 1769. Robertson crée beaucoup d’autres effets optiques décrits dans ses Mémoires : par exemple, la démultiplication d’ombres appelée la « danse des sorcières », qui « consiste à faire bouger des ombres démultipliées grâce à l’emploi de plusieurs chandelles que l’on agite» pour produire une lumière mouvante. Il met en place un système de double projection avec deux fantascopes, crée des « fantômes ambulants », tel « Diogène avec sa lanterne » ; il fait aussi participer des acteurs costumés lors de ses fantasmagories vivantes en ombre chinoise.

## Description d’une séance de fantasmagorie de Robertson
Les Mémoires de Robertson font état de ses diverses expériences et renferment aussi les témoignages les plus élogieux des journalistes et témoins de l’époque. Voici le texte de la première annonce publique destinée à présenter la première fantasmagorie de Robertson. Cette annonce date du 20 janvier 1798 (1er pluvîose), le spectacle ayant lieu trois jours plus tard :
Apparition de spectres, Fantômes et Revenants, tels qu’ils ont dû et pu apparaître dans tous les temps, dans tous les lieux et chez tous les peuples. Expériences sur le nouveau fluide connu sous le nom de galvanisme, dont l’application rend pour un temps le mouvement aux corps qui ont perdu la vie. Un artiste distingué par ses talents y touchera de l’harmonica. On souscrit pour la première séance qui aura lieu mardi, 4 pluvîose, au Pavillon de l’Échiquier.
La fantasmagorie débutait en général par des expériences de physique expérimentale : le galvanisme, le magnétisme et les démonstrations recourant à l’électricité sont à la mode. Suivait le spectacle principal, composé de projections lumineuses sur des supports variés. Aux effets visuels s’ajoutent des effets acoustiques créés par les « sons déchirants de l’harmonica » et par les percussions chinoises utilisé aux moments forts du spectacle, quand par exemple, surgit la tête de Méduse, qui doit donner l’impression de se jeter sur le public. Des bruitages sont produits par un instrument imitant la pluie, le vent, l’ouragan, le tonnerre et la cloche funèbre. Pour couronner le tout, des odeurs d’encens sont diffusées dans la salle de spectacle.
Ces expériences multisensorielles impressionnèrent beaucoup le public. Quelques semaines après la première séance, le chroniqueur Poultier, du journal l’Ami des lois, relate en détail le déroulement d’une séance :
À sept heures précises, un homme pâle, sec, entra dans l’appartement où nous étions; après avoir éteint les bougies, il dit : Citoyens et messieurs, je ne suis point de ces aventuriers, de ces charlatans effrontés qui promettent plus qu’ils ne tiennent : j’ai assuré, dans le Journal de Paris, que je ressusciterais les morts, je les ressusciterai. Ceux de la compagnie qui désirent l’apparition de personnes qui leur ont été chères, et dont la vie a été terminée par la maladie ou autrement, n’ont qu’à parler; j’obéirai à leur commandement. Il se fit un instant de silence; ensuite un homme en désordre, les cheveux hérissés, l’œil triste et hagard, la physionomie arlésienne, dit : Puisque je n’ai pu, dans un journal officiel, rétablir le culte de Marat, je voudrais au moins voir son ombre. Robertson verse, sur un réchaud enflammé, deux verres de sang, une bouteille de vitriol, douze gouttes d’eau-forte, et deux exemplaires du journal des Hommes-Libres; aussitôt s’élève, peu à peu, un petit fantôme livide, hideux, armé d’un poignard, et couvert d’un bonnet rouge : l’homme aux cheveux hérissés le reconnaît pour Marat; il veut l’embrasser, le fantôme fait une grimace effroyable et disparaît.
L’expérience se renouvelle avec l’apparition d’autres ombres de disparus : un jeune homme réclame l’apparition de sa bien-aimée « dont il montre le portrait en miniature au fantasmagorien, qui jette sur le brasier des plumes de moineau, quelques grains de phosphore et une douzaine de papillons ; bientôt on aperçoit une femme, le sein découvert, les cheveux flottants, et fixant son jeune ami avec un sourire tendre et douloureux ». D’autres revenants sont ressuscités : un autre homme veut voir sa femme une dernière fois ; un Suisse, qui serait Laharpe en personne, l’un des directeurs de la République helvétique proclamée quelques jours auparavant, le 22 mars 1798, réclame l’apparition de Guillaume Tell ; Delille veut voir Virgile, un autre auteur demande l’ombre de Voltaire. À chaque fois, Robertson déploie un arsenal de produits chimiques et d’accessoires symbolisant les personnages ressuscités : des flèches et un grand chapeau pour Guillaume Tell ; une couronne de laurier pour Virgile ; du sang, du vitriol et de l’eau-forte pour Marat; des plumes d’oiseau et une poignée de papillons séchés pour les jeunes femmes. Il crée aussi les fantômes de Robespierre sortant de son tombeau, de Lavoisier et de Rousseau.
Chateaubriand écrit : "...la communauté des Capucines était saccagée : le cloître intérieur servait de retraite à la fantasmagorie de Robertson." (Mémoires d'outre-tombe, Liv.XIII, chap.4).

## Paradoxe de la fantasmagorie
La superposition des références païennes et chrétiennes est typique du syncrétisme religieux de l’époque. Après la disparition des cultes instaurée sous la Terreur (culte de la Raison, fin 1793, et culte de l'Être suprême en mai 1794) s’opéra un retour en force de l’ésotérisme et des pratiques mystiques sur les scènes de théâtre, dans les salons privés, où l’on commença à convoquer les morts et à faire tourner les tables, et dans les salles de fantasmagorie. La campagne d’Égypte favorisa certainement le regain d’intérêt pour les mystères de l’Égypte ancienne, dans une fin de siècle où la raison vacillait sous la poussée des anciennes peurs revenues comme des fantômes après la décapitation des certitudes politiques. La combinaison du savoir scientifique de Robertson et des effets magiques qu’il en obtient sur fond de syncrétisme religieux est à l’image des alliances contre nature qui ont lieu, à la fin du XVIIIe siècle, entre sciences nouvelles et savoirs anciens, entre matérialisme et spiritualisme, autant d’alliances qui font resurgir un fonds de croyances, de mythes et de superstitions que les tentatives d’éradication des Lumières n’ont fait qu’exacerber. La chimie prenant source dans l’alchimie, la physique faisant commerce avec la métaphysique, l’idée de nature se métamorphose de façon inquiétante sous l’influence du credo du surnaturel. Pourtant, les scientifiques de l’époque, tout comme Robertson, ne cessent de proclamer leur volonté de rationaliser le savoir et de le couper de ses racines occultes. En dépit de leurs déclarations de principe, le retour aux savoirs anciens issus de la mythologie gréco-latine et égyptienne fait partie d’un mouvement plus vaste de retour aux origines, de régénération de l’humain et de la société.
Cette association de l’occultisme et de l’esprit scientifique évoque à bien des égards le contexte dans lequel naît la lanterne magique au XVIIe siècle, en Hollande. Elle aussi est « fille de l’optique, des sciences, des arts et de la magie». Avant d’être qualifiée de magique, elle était d’ailleurs baptisée « lanterne de peur ». Son inventeur, Christiaan Huygens, était un protestant a priori peu enclin à ajouter foi aux superstitions et à adorer les images. Il est conscient du danger que peut représenter la projection d’images devant un public non averti et refuse d’en dévoiler la technique pendant plus de dix ans.
Lorsque le « fantascope » de Robertson entre dans le domaine public les « machines à fantômes » se répandent partout en Europe, un commerce s’établit entre Paris et Londres.

## Pérennité de la fantasmagorie
- Il faudra attendre six décennies avant que l’objectif photographique ne fixe pour l’éternité l’image ultime des morts avant leur ensevelissement.[pas clair]
- L’avènement du cinéma donnera une tout autre dimension à la quête des « fantasmagores » de la fin du XVIIIe siècle.[pas clair]
- Walt Disney a certainement été influencé par les « fantasmagores » de la fin du XVIIIe et du début du XIXe siècle pour élaborer la « Maison hantée » de ses parcs d’attraction.[réf. souhaitée]
- Le metteur en scène québécois Denis Marleau s'en inspire fortement pour ses Fantasmagories technologiques, présentées notamment lors de Lille 2004, Capitale européenne de la culture. Il propose ainsi trois courtes pièces en triptyque : Les Aveugles de Maurice Maeterlinck, Comédie de Samuel Beckett et Dors mon petit enfant de Jon Fosse où les projections sont omniprésentes, quitte à faire disparaître l'acteur.

## Sources
- Université de Waterloo Conférence du 16 avril 2004Emmanuelle Sauvage - « Les fantasmagories de Robertson, entre spectacle instructif et mystification », Université de Waterloo, Conférence du 16 avril 2004.

- Vivement le cinéma, film documentaire écrit et réalisé par Jérôme Prieur (2011). Un fabuleux voyage dans la préhistoire du cinéma, racontée par un précurseur oublié, Étienne-Gaspard Robertson (coproduction Mélisande films - La Cinémathèque française-Arte France, 2011)